# Provincia de Natal
La Provincia de Natal (en afrikáans: Natalprovinsie), comúnmente llamada Natal, fue una provincia de Sudáfrica desde mayo de 1910 hasta mayo de 1994. Su capital fue Pietermaritzburgo. Durante este período, las zonas rurales habitadas por la población negra africana de Natal se organizaron en el bantustán de KwaZulu, que se separó progresivamente de la provincia y se volvió parcialmente autónomo en 1981. De la población blanca, la mayoría eran personas de ascendencia británica que hablaban inglés, lo que provocó que Natal se convirtiera en la única provincia en votar "No" a la creación de una república en el referéndum de 1960, debido a un fuerte sentimiento monárquico, pro-Mancomunidad Británica y antisecesionista. A finales de la década de 1980, Natal se encontraba en un estado de violencia entre el Partido de la Libertad Inkatha y el Congreso Nacional Africano, con la violencia amainando poco después de las primeras elecciones no raciales en 1994.
En 1994, el bantustán de KwaZulu se reincorporó al territorio de Natal y la provincia pasó a denominarse KwaZulu-Natal.